# Скиапарелли (лунный кратер)
Кратер Скиапарелли (лат. Schiaparelli), не путать с кратером Скиапарелли на Марсе, — небольшой ударный кратер в восточной части Океана Бурь на видимой стороне Луны. Название присвоено в честь итальянского астронома Джованни Вирджинио Скиапарелли (1835—1910) и утверждено Международным астрономическим союзом в 1935 г. 

## Описание кратера

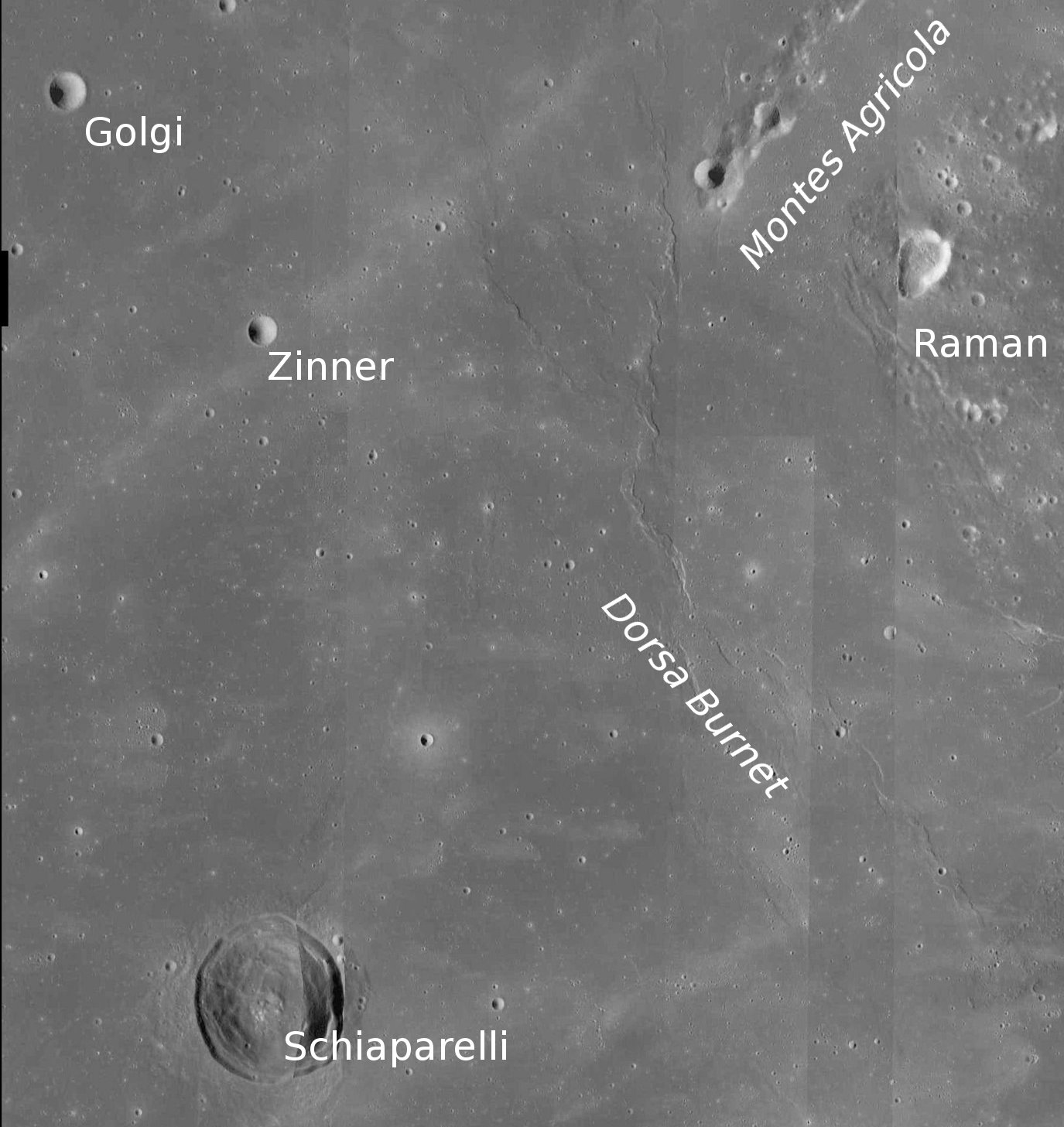
Окрестности кратера Скиапарелли. Снимок зонда Lunar Reconnaissance Orbiter.

Ближайшими соседями кратера являются кратер Циннер на севере; кратер Геродот на востоке и кратер Селевк на западе-юго-западе. На северо-востоке от кратера расположены гряды Барнета и далее горы Агрикола. Селенографические координаты центра кратера 23°23′ с. ш. 58°49′ з. д. / 23,38° с. ш. 58,82° з. д., диаметр 24,2 км, глубина 2190 м.
Кратер Скиапарелли имеет близкую к циркулярной форму и практически не разрушен. Вал c четко очерченной острой кромкой; северо-восточный, восточный и юго-восточный участки вала спрямлены. От северной оконечности вала в северном направлении отходит небольшая складка местности. Внутренний склон вала террасовидной структуры. Высота вала над окружающей местностью достигает 840 м, объем кратера составляет приблизительно 370 км³. Дно чаши пересеченное за исключением небольшой ровной области в восточной части. В центре чаши расположен небольшой окуруглый пик. По морфологическим признакам кратер относится к типу TRI (по названию типичного представителя этого класса — кратера Триснеккер). 
На юго-востоке мимо кратера проходит светлый луч от кратера Глушко.

## Сателлитные кратеры
| Скиапарелли | Координаты                                            | Диаметр, км |
| ----------- | ----------------------------------------------------- | ----------- |
| A           | 22°58′ с. ш. 62°06′ з. д. / 22,97° с. ш. 62,1° з. д.  | 7,6         |
| C           | 25°50′ с. ш. 62°13′ з. д. / 25,83° с. ш. 62,22° з. д. | 5,7         |
| E           | 27°07′ с. ш. 62°04′ з. д. / 27,12° с. ш. 62,07° з. д. | 4,9         |

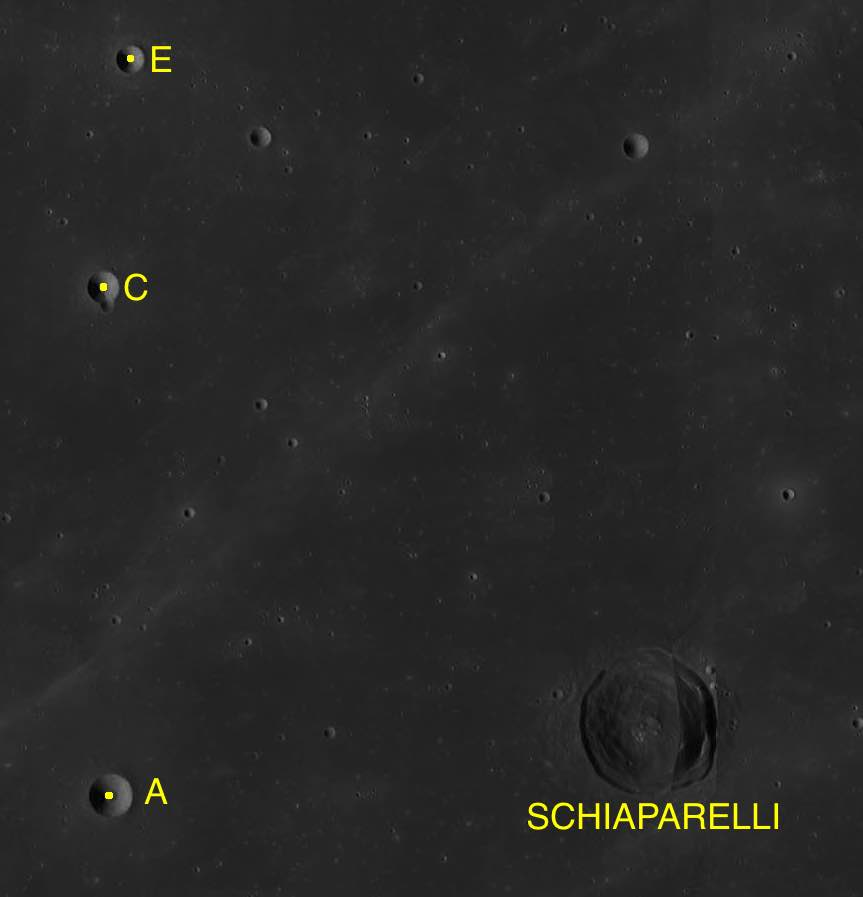
Фрагмент карты LAC-38.

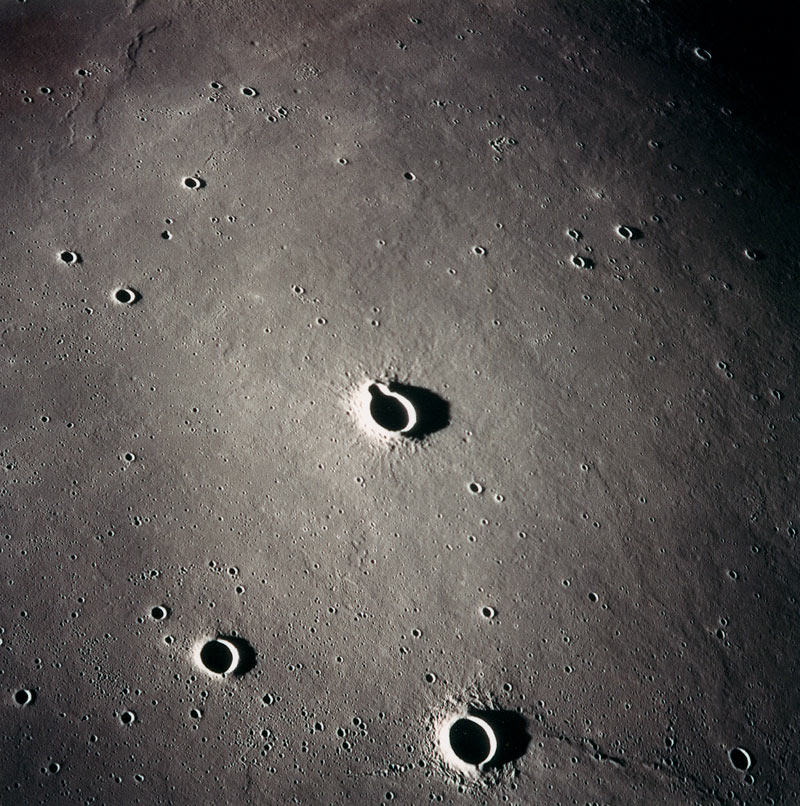
Сателлитные кратеры Скиапарелли C (в центре) и E (внизу). Снимок с борта Аполлона-15 (север внизу).

- Сателлитный кратер Скиапарелли B в 1973 г. переименован Международным астрономическим союзом в кратер Циннер.

- Сателлитный кратер Скиапарелли D в 1976 г. переименован Международным астрономическим союзом в кратер Гольджи.

## Галерея

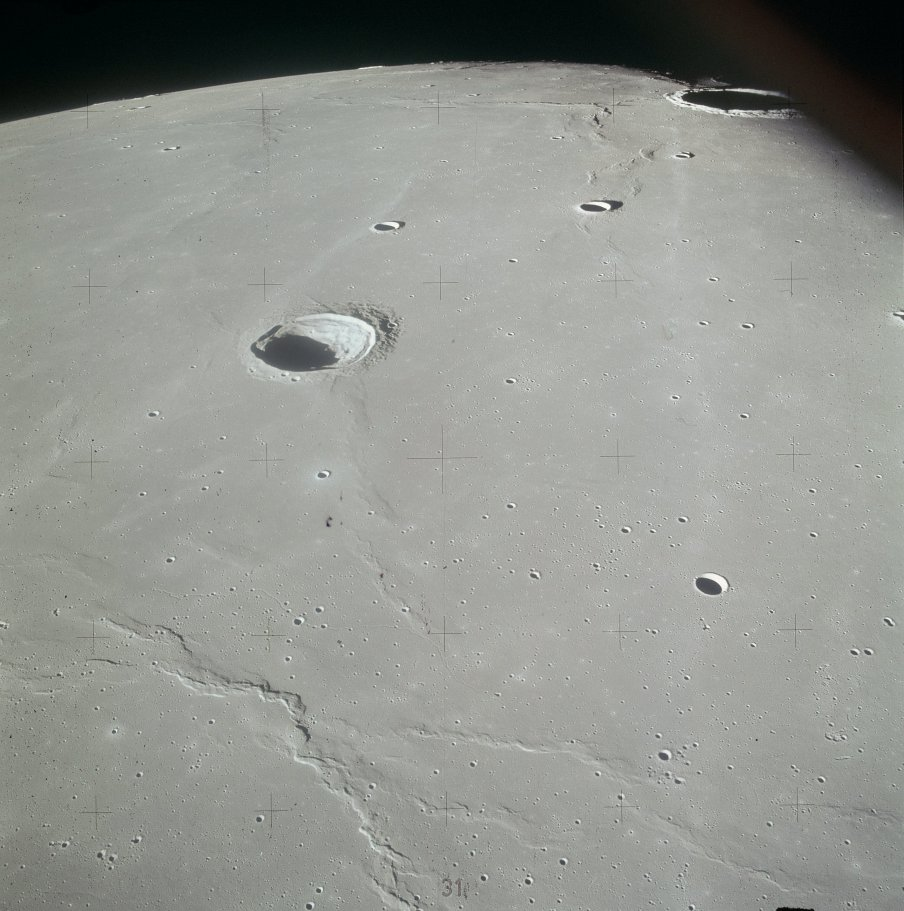
Кратеры Скиапарелли (левее и выше центра) и Селевк (справа вверху). В нижней части снимка гряды Барнета. Снимок с борта Аполлона-15.

## См.также
- Список кратеров на Луне
- Лунный кратер
- Морфологический каталог кратеров Луны
- Планетная номенклатура
- Селенография
- Минералогия Луны
- Геология Луны
- Поздняя тяжёлая бомбардировка